# Hybrid Memory Cube
Hybrid Memory Cube (HMC) je rozhraní RAM využívající zkonstruované na technologii TSV (through-silicon via) architektonicky založené na stohování DRAM pamětí. Toto rozhraní je velice blízkým konkurentem (HBM) neboli rozhraní na bázi vysoké prostupnosti pamětí.
Hybrid Memory Cube bylo představeno společností Micron Technology v roce 2011 a slibuje rychlost 15krát větší než dosavadní DDR3. Hybrid Memory Cube Consorcium (HMCC) se opírá o několik významných technologických společností jako jsou Samsung, Micron Technology, Open-Silicon, ARM, HP, Microsoft, Altera a Xilinx.
HMC kombinuje křemíkové průchody (TSV) a mikrovýstupky pro připojení více (v současné době 4-8) paměťových buněk v řadách nad sebou. Paměťový řadič je integrován jako samostatný obvod.
HMC používá standardní DRAM buňky, ale má více datových schránek než klasické DRAM paměti stejné velikosti. Rozhraní HMC je nekompatibilní s žádnou z aktuálních DDRn (DDR2 nebo DDR3, DDR4) implementací.
HMC technologie vyhrála v roce 2011 cenu za "nejlepší novou technologii" od The Linley Group (vydavatel časopisu Mikroprocesor Report).
První veřejné specifikace se HMC dočkalo v dubnu roku 2013, v podobě HMC 1.0. Podle té používá HMC 16 nebo 8 pruhové full-duplex sériové linky. Každý HMC „balíček“ nazýváme krychle nebo kostka, které mohou být řetězeny a vytvářeny tak sítě až 8 krychlí. Typická krychle obsahuje 4 linky a má 896 BGA pinů. Velikost takovéto krychle je 31×31×3,8 mm.